# Cecilie Brandt
Cecilie Højgaard Brandt (* 16. November 2001 in Viborg, Dänemark) ist eine dänische Handballspielerin, die beim dänischen Erstligisten Ikast Håndbold spielt.

## Karriere

### Im Verein
Ihre Familie zog nach ihrer Geburt nach Deutschland. Brandt begann im Oktober 2010 das Handballspielen beim Hamburger Verein SC Alstertal-Langenhorn, für den sie bis zu ihrem Umzug nach Dänemark im Herbst 2013 aktiv war. Anschließend spielte die Linkshänderin für den Verein Herning FH und am Sportgymnasium SINE, bevor sie sich im Sommer 2018 Herning-Ikast Håndbold anschloss. Anfangs lief sie bei Herning-Ikast Håndbold für die U-18-Mannschaft auf. Am 10. November 2018 gab die Außenspielerin im Europapokalspiel gegen den rumänischen Verein SCM Râmnicu Vâlcea ihr Debüt in der Profimannschaft. Mit Herning-Ikast gewann sie im darauffolgenden Jahr den dänischen Pokal. Im Sommer 2022 benannte sich ihr Verein in Ikast Håndbold um. Mit Ikast gewann sie 2023 die EHF European League.

### In Auswahlmannschaften
Brandt wurde im Frühling 2013, als sie noch in Deutschland lebte, vom damaligen Landestrainer Erik Wudtke in die Hamburger-Auswahlmannschaft der Jahrgänge 1999/2000 gesichtet. Nach ihrer Rückkehr nach Dänemark gehörte sie dem Kader der dänischen Jugendnationalmannschaft an, mit der sie die Bronzemedaille beim Europäischen Olympischen Sommer-Jugendfestival 2017 in Győr gewann. Während des Turniers bestritt sie fünf Länderspiele und erzielte fünf Treffer. Nachdem Brandt anschließend keine weiteren Länderspiele für die Jugendnationalmannschaft absolviert hatte, lief sie 14-mal für die dänische Juniorinnennationalmannschaft auf. Mit dieser Auswahlmannschaft nahm sie an der U-19-Europameisterschaft 2019 teil, die Dänemark auf dem sechsten Platz abschloss. Sie gab am 5. März 2022 ihr Länderspieldebüt für die dänische A-Nationalmannschaft. Brandt wurde vom Nationaltrainer Jesper Jensen in das dänische Aufgebot für die Europameisterschaft 2022 berufen. Eine Sprunggelenkverletzung, die sie sich kurz vor dem Turnierbeginn zuzog, verhinderte jedoch eine Teilnahme.